# Ascaro (cacciatorpediniere)
L’Ascaro è stato un cacciatorpediniere della Regia Marina.

## Storia
Impostato nel 1911, un anno dopo l'ultimazione di tutte le altre unità della classe, l’Ascaro era stato in origine ordinato dalla Marina imperiale cinese (avrebbe dovuto chiamarsi Ching-Po o Tsing-Po) ma, durante la costruzione (1912), venne acquistato dalla Regia Marina, divenendo l'undicesima unità della classe Soldato.
L'apparato motore dell'unità era originariamente alimentato a carbone (95 tonnellate), ma venne modificato in modo da essere alimentato a nafta (65 tonnellate).
All'entrata dell'Italia nella prima guerra mondiale l’Ascaro faceva parte della IV Squadriglia Cacciatorpediniere, di base a Brindisi, che formava unitamente ai cacciatorpediniere Pontiere, Alpino, Carabiniere, Fuciliere e Zeffiro. Comandava la nave il capitano di corvetta Baistrocchi.

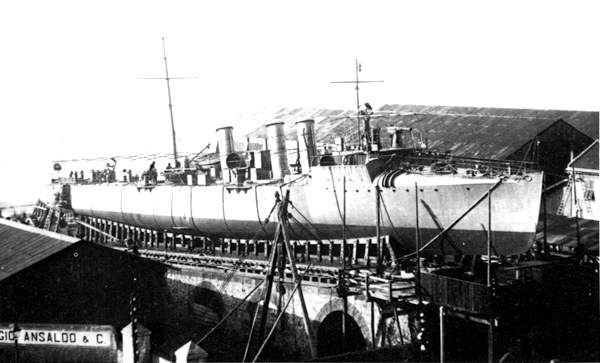
La nave pochi giorni prima del varo

Nell'ottobre 1916 l'unità, insieme ai cacciatorpediniere Nembo, Borea e Garibaldino ed a 4 torpediniere, fornì protezione ed appoggio alle unità – incrociatore corazzato Francesco Ferruccio e piroscafi Choising, Polcevera, Ausonia e Bulgaria – destinate allo sbarco ed all'occupazione di Santi Quaranta, in Albania. Alle 5.15 del 2 ottobre quattro plotoni di marinai, un reparto di minatori ed uno da spiaggia del Ferruccio sbarcarono occupando rapidamente la località, dato che i 32 componenti il presidio greco non poterono che ritirarsi dopo aver protestato. Dopo aver sbarcato un battaglione di fanteria ed uno squadrone di cavalleria, alle 16 del 2 ottobre i piroscafi salparono per Valona ove imbarcarono altre truppe; il 3 ottobre Polcevera ed Ausonia sbarcarono una batteria someggiata ed un secondo squadrone di cavalleria, ed il 4 l'operazione fu completata con lo sbarco, dal Choising e dal Bulgaria, di un altro battaglione di fanteria e di un terzo squadrone di cavalleria.
Successivamente la nave non partecipò ad altre operazioni di rilievo.
Declassato a torpediniera nel luglio 1921, l’Ascaro venne radiato nel maggio 1930 e fu avviato alla demolizione.